# Trathala senegalensis
Trathala senegalensis là một loài tò vò trong họ Ichneumonidae.